# Nitro Games
Nitro Games est une compagnie finlandaise de développement et de publication de jeux vidéo de haute qualité pour une distribution mondiale.
En 2020, Nordisk Film devient un actionnaire de premier plan de Nitro Games en investissant l'équivalent d'environ 4,5 millions de dollars . L'argent doit favoriser le développement de jeux de tir.

## Jeux développés
- East India Company (2009)
- Cutthroat (2009)
- Heroes of Warland (2019)
- Lootland (2020)